# Jilotepec (kommun), Veracruz
Jilotepec är en kommun i Mexiko.   Den ligger i delstaten Veracruz, i den sydöstra delen av landet, 230 km öster om huvudstaden Mexico City.
Följande samhällen finns i Jilotepec:
- Jilotepec
- El Pueblito
- Piedra de Agua
- Linderos
- Las Lomas
- Cerro de la Gallina
- Los Equimites
- El Esquilón
- Agua Dorada